# Györkösy Alajos
Vitéz Györkösy Alajos, 1941-ig Jirka (Budapest, 1896. június 15. – Budapest, 1973. április 21.) klasszika-filológus, könyvtáros, szótárszerkesztő.

## Élete
A budapesti István úti gimnáziumban tett érettségi vizsgát, majd a budapesti egyetem görög-latin szakos hallgatója volt. 1915 márciusában behívták katonának, a császári és királyi 38. gyalogezredben szolgált. Megsebesült és 1916. június 10-én Krasznoje mellett orosz hadifogságba került. 1918 júliusában tért vissza Magyarországra mint csererokkant. Eötvös-kollégista volt és 1922-ben bölcsészdoktori, majd 1923-ban középiskolai tanári diplomát szerzett. 1923 decemberében került a Magyar Tudományos Akadémia könyvtárába, ahol óradíjasként dolgozott. 1925-ben a budapesti gyakorló gimnázium helyettes, 1927 augusztusától pedig rendes tanára volt. 1929-ben és 1931-ben ösztöndíjjal járt Görögországban tanulmányúton, s egy ideig az athéni német és osztrák régészeti intézetben dolgozott. Itt feldolgozta a színházzal foglalkozó irodalmat, valamint hellénisztikus és római kori drámai előadásokkal kapcsolatos feliratok gyűjtésével foglalkozott, s a krétai herakleioni múzeumban több publikálatlan krétai agyagtáblát is lemásolt. Palesztinában és Egyiptomban is kutatott, áttanulmányozta kairói múzeumok anyagát, Memphiszben pedig a halottkultuszt. 1933-ban tartott beszámolót eredményeiről a magyarországi görög-latin kutatók országos értekezletén. 1935-től szerkesztette az Egyetemes Philologiai Közlönyt Eckhardt Sándorral és Huszti Józseffel közösen. 1936-ban az Országos Közoktatási Tanács tagja lett és elkészítette az új latin és görög tantervet. 1937. december 21. és 1949. június között középiskolai tanárképzőintézeti tanárként dolgozott, ugyanitt 1929-től volt előadó. 1937-től a Magyar Tudományos Akadémia könyvtárában a beszerzések intézésével bízták meg mint tiszteletdíjast. 1941-ben avatták vitézzé. 1945-től az Akadémiai Könyvtárban dolgozott főállásban és a világháború során szétzilálódott állomány rendezését vezette. 1949-től beszerzési és raktározási osztályvezető volt az MTA könyvtárában, 1955-ben az intézmény helyettes igazgatója lett. 1959. december 31-én vonult nyugdíjba. A budapesti Philológiai Társaságnak 1934-től másod-, 1941-től főtitkára volt, 1948-ban a Szent István Akadémia III. osztályú tagja lett.

## Művei
- Görög olvasókönyv gimnáziumok számára. Bp., 1928.
- Anthologia Latina. Szemelvények latin költőkből. Bp., 1928.
- Szemelvények Xenophon-Herodotos műveiből. Gimn. használatra. Bev. és jegyz. Bp., 1929.
- Latin olvasókönyv a reálgimnázium 3. és 4. o. számára. Jámbor György és Kemenes Illés nyelvtanához. 1-2. kötet. Bp., 1932-33.
- A Kréta-kutatás mai állása, különös tekintettel az írásfejtésre. Kéziratban, felolvasás, 1933.
- Latin olvasókönyv a gimnázium 1. o. számára. Bp., 1935.
- Horatius és a magyar szellemi élet. Bp., 1935.
- Lat. olvasókönyv a gimnázium 2. o. számára. Bp., 1936.
- Görög olvasókönyv a gimnázium 5. o. sz. Maywald József tankv-ei felhasználásával szerk. Bp., 1937.
- Latin olvasókönyv a fiúgimnázium 3. o. számára. Bp., 1937.
- A Bimillennium Horatianum esztendeje. Bp., 1937.
- Latin olvasókönyv a gimnázium 4. o. sz. Bp., 1938. (új lenyomatok évente 1946-ig)
- Dictionarium Latino-Hungaricum et Hungarico-Latinum. Vékey Károllyal. Bp., 1938.
- Latin olvasókönyv a katolikus általános isk. 6. és 7. o. számára. 1-2. köt. Bp., 1947.
- Görög nyelvkönyv az általános gimnáziumok számára. Bp., 1955. (9. kiad. 1982)
- Latin-magyar szótár. Bp., 1956. (9. kiad. Munk. Bödey József, Szily Ernő, Zigány Judit. Bp., 1986)
- Magyar-latin szótár. Bp., 1960. (5. kiad. 1984)

1944 júniusától 1948 februári megszüntetéséig Huszti Józseffel és Eckhardt Sándorral együtt szerkesztette az Egyetemes Philológiai Közlönyt.